# محاولات الانشقاق في العقيدة البهائية
تشكلت الديانة البهائية في أواخر القرن التاسع عشر في الشرق الأوسط على يد بهاء الله، وتُعلّم أن هناك خطاً رسمياً للخلافة القيادية كجزء من العهد الإلهي الذي يضمن الوحدة ويمنع الانشقاق. لا توجد انشقاقات كبيرة في الديانة البهائية، وقد أصبحت المحاولات لتشكيل قيادات بديلة إما منقرضة بمرور الوقت أو بقيت بأعداد صغيرة جداً تُنبذ من قبل الغالبية. أكبر طائفة باقية تعود إلى مطالبة ميسون ريمي بالقيادة عام 1960، والتي استمرت من خلال مجموعتين أو ثلاث مجموعات يقل عدد أعضائها مجتمعين عن 200 شخص، معظمهم في الولايات المتحدة.
تم القيام بنحو اثنتي عشرة محاولة لتشكيل طوائف في تاريخ الديانة البهائية. أول تحدٍّ كبير للقيادة حدث بعد وفاة بهاء الله عام 1892، حيث عارضه أخو عبد البهاء غير الشقيق ميرزا محمد علي. لاحقًا، واجه شوقي أفندي معارضة من عائلته، بالإضافة إلى بعض البهائيين الأفراد. وعندما تُوفي شوقي أفندي في عام 1957، لم يكن هناك خليفة واضح، فتولى أيدي أمر الله قيادة مرحلة الانتقال إلى البيت البهائي العالمي، الذي تم انتخابه في عام 1963. وقد عارض ميسون ريمي هذا الانتقال وادعى أنه خليفة شوقي أفندي في عام 1960، لكنه حُرم من قبل أيدي أمر الله لأن ادعاءه لم يكن له أساس في الكتابات البهائية الموثوقة. وقد جاءت محاولات انشقاق أخرى، أكثر حداثة، من معارضة البيت البهائي العالمي ومحاولات إصلاح أو تغيير العقيدة.
لقد احتج الذين تم حرمانهم باستمرار ضد المجموعة الرئيسية، وفي بعض الحالات، زعموا أن المحرومين يمثلون الدين البهائي الحقيقي وأن الغالبية هم ناقضي العهد. وقد زعم بعض البهائيين أنه لم تكن هناك أي انقسامات في الديانة البهائية، أو أن أياً منها لن ينجو أو يشكل تهديداً للجسم الرئيسي للبهائيين. بين عامي 2000 و2020، تم طرد عشرين فرداً من قبل الإدارة البهائية بسبب نقض العهد.

## خدمة عبد البهاء

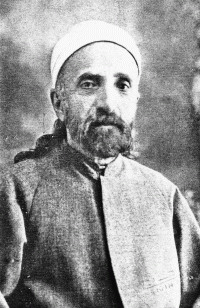
ميرزا محمد علي، الأخ غير الشقيق لعبد البهاء

بقي بهاء الله رهن الإقامة الجبرية في منطقة عكا وحيفا حتى وفاته في عام 1892. ووفقًا لشروط وصيته، تم تعيين ابنه الأكبر عبد البهاء مركزًا للسلطة؛ في حين تم تخصيص موقع ثانوي لميرزا محمد علي، الابن الأكبر من زوجة بهاء الله الثانية.
ومع تولي عبد البهاء رئاسة المجتمع البهائي، بدأ محمد علي في العمل ضد شقيقه الأكبر، في البداية بشكل خفي ثم في معارضة علنية. دعم معظم أفراد عائلتي الزوجتين الثانية والثالثة لبهاء الله محمد علي؛ ومع ذلك، كان هناك عدد قليل جداً خارج حيفا ممن تبعوه.
أدت مكائد محمد علي لدى السلطات العثمانية إلى إعادة اعتقال عبد البهاء واحتجازه في عكا. كما تسببت في تعيين لجنتين رسميتين للتحقيق، كادتا أن تؤديا إلى نفي وسجن عبد البهاء إلى شمال إفريقيا. وبعد ثورة تركيا الفتاة، تم إطلاق سراح السجناء العثمانيين، مما أنهى الخطر على عبد البهاء. في هذه الأثناء، اعتنق إبراهيم جورج خيّر الله، وهو مسيحي سوري، الديانة البهائية، وهاجر إلى الولايات المتحدة وأسس أول مجتمع بهائي أمريكي. في البداية، كان مخلصًا لعبد البهاء. ومع مرور الوقت بدأ خيّر الله يُعلّم أن عبد البهاء هو عودة المسيح، وأصبح هذا الفهم شائعاً بين البهائيين في الولايات المتحدة، على الرغم من محاولات عبد البهاء لتصحيح هذا الخطأ. لاحقاً، انضم خيّر الله إلى جانب محمد علي في النزاع بين أبناء بهاء الله. وأسّس جمعية "البهائيين" (بالإنجليزية: Behaists)، وهي طائفة دينية تروّج للبهائية التوحيدية في الولايات المتحدة، والتي قادها لاحقاً شعاع الله بهائي، ابن ميرزا محمد علي، بعد أن هاجر إلى الولايات المتحدة في يونيو 1904 بناءً على طلب والده. وقد أطلق مؤيدو محمد علي على أنفسهم إما "بهائيين"  أو "البهائيين التوحيديين". بين عامي 1934 و1937، نشرت الجمعية مجلة البهائية الربع سنوية، وهي مجلة بهائية توحيدية باللغة الإنجليزية، تضمنت كتابات محمد علي وغيره من البهائيين التوحيديين.
كان رد عبد البهاء على المعارضة الحاسمة خلال ولايته على غرار مثال بهاء الله، وتطور عبر ثلاث مراحل. في البداية، مثل بهاء الله، لم يُدلِ بأي بيانات علنية بل تواصل مع شقيقه محمد علي وأعوانه مباشرة، أو عبر وسطاء، في محاولة للمصالحة. وعندما اتضح أن المصالحة غير ممكنة، وخوفًا من الإضرار بالمجتمع، كتب عبد البهاء إلى البهائيين يوضح الوضع، ويُحدد الأفراد المعنيين ويأمر المؤمنين بقطع جميع الروابط معهم. وأخيرًا، أرسل ممثلين إلى المناطق الأكثر تضرراً من المشكلة.
كان هدف هؤلاء الممثلين توضيح الأمور للبهائيين وتشجيعهم على الاستمرار في قطع جميع الاتصالات. وغالبًا ما كان هؤلاء الأفراد المختارون يحملون تفويض عبد البهاء لفتح قنوات التواصل مع المعنيين في محاولة لإقناعهم بالعودة. في إيران، كان هؤلاء المبعوثون هم في الأساس أيدي أمر الله الأربعة الذين عينهم بهاء الله.

### ما بعد الوفاة
عند وفاة عبد البهاء، أوضح وصيته وميثاقه بالتفصيل كيف أن ميرزا محمد علي كان غير مخلص للميثاق، واصفًا إياه بـناقض الميثاق، وعين شوقي أفندي قائدًا للدين البهائي بلقب الولي الأمين. وقد شرع عدد من الكُتّاب البهائيين مثل حسن باليوزي وأديب طاهرزاده في دحض مزاعم ميرزا محمد علي. ويُعدّ هذا الانقسام ما يُشار إليه غالبًا بأنه أحد أشد الفترات اختبارًا للدين البهائي. أما أتباع البهائية الوحدانية (البيهيون)، فقد رفضوا سلطة وصية عبد البهاء، وأعلنوا ولاءهم لتسلسل القيادة كما فهموه من كتاب العهد الذي تركه بهاء الله.
وقد كان لهذا الانقسام تأثير طفيف للغاية، إذ رفضت الغالبية العظمى من البهائيين تلك المزاعم. وبحلول وقت وفاته في عام 1937، كان معظم أنصار ميرزا محمد علي قد هجروه. وفي منطقة عكا، اقتصر أتباع محمد علي على ست عائلات في معظمها، ولم يكن لديهم أي أنشطة دينية مشتركة، كما اندمجوا بشكل شبه كامل في المجتمع الإسلامي.

## شوقي أفندي وليًا للأمر

### التعيين

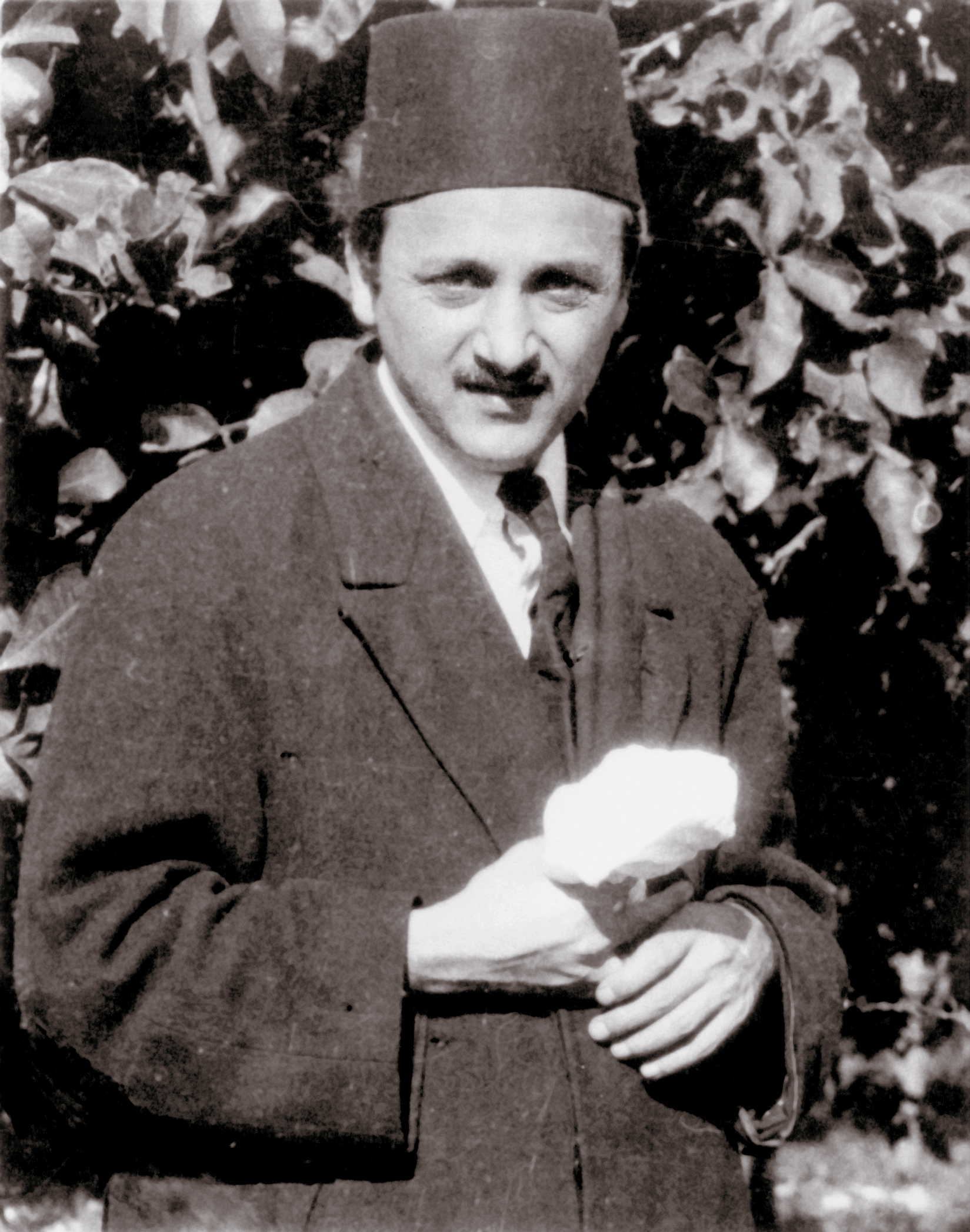
شوقي أفندي عند توليه منصب الكولية عام 1921. التُقطت في حيفا.

كان شوقي أفندي شابًا في الرابعة والعشرين من عمره عندما تولى قيادة الدين البهائي عام 1921، كما نَصَّ على ذلك وصية وميثاق عبد البهاء. وقد تلقى تعليمًا غربيًا في الكلية السورية البروتستانتية (التي أصبحت فيما بعد الجامعة الأمريكية في بيروت)، ولاحقًا في كلية باليول بجامعة أكسفورد.
في هذا الوقت، أعاد محمد علي إحياء ادعائه بقيادة المجتمع البهائي. فاستولى على مفاتيح ضريح بهاء الله في قصر البهجة، وطرد القيم عليه، وطالب بأن يُعترف به من قبل السلطات باعتباره الوصي القانوني على ذلك الموقع. غير أن السلطات الفلسطينية، وبعد إجراء بعض التحقيقات، أمرت الضابط البريطاني في عكا بتسليم المفاتيح إلى القيم الموالي لشوقي أفندي.

### النزاعات الأمريكية
بعد وفاة عبد البهاء، شككت روث وايت في صحة الوصية منذ عام 1926، وعارضت علنًا كولية شوقي أفندي، ونشرت عدة كتب حول هذا الموضوع. كتبت رسالة إلى مدير البريد العام في الولايات المتحدة وطلبت منه، من بين أمور أخرى، منع المحفل الروحاني المركزي من "استخدام البريد الأمريكي لنشر الكذبة بأن شوقي أفندي هو خليفة عبد البهاء وكولي الأمر البهائي." كما كتبت أيضًا إلى المندوب السامي في فلسطين؛ لكن كلا الرسالتين تم تجاهلهما.
حدث انقسام آخر بشكل أساسي داخل المجتمع البهائي الأمريكي، الذي كان يتألف بشكل متزايد من غير الفُرس المهتمين بالمذاهب الروحية البديلة. وقد جذبهم بشدة شخصية عبد البهاء وتعاليم الدين البهائي الروحية. وقد رأى بعضهم أن الدين البهائي أشبه بجمعية مسكونية يمكن لأي شخص حسن النية - بغض النظر عن دينه - الانضمام إليها. وعندما أوضح شوقي أفندي أن الدين البهائي هو ديانة مستقلة لها إدارتها الخاصة من خلال المحافل الروحانية المحلية والمركزية، شعر البعض بأنه قد تجاوز حدود سلطته. وكان أبرزهم مجموعة من نيويورك تضم ميرزا أحمد سهراب، ولويس وجوليا تشانلر، الذين أسسوا "جمعية التاريخ الجديد"، وفرعها الشبابي قافلة الشرق والغرب. رفض سهراب وتشانلر الخضوع للمحفل الروحاني في نيويورك، فتم طردهم من قبل شوقي أفندي باعتبارهم من ناقضي العهد والميثاق. واعتبروا أن الطرد لا معنى له لأنهم رأوا أن الدين لا يمكن أن يُؤسَّس كمؤسسة رسمية. نشرت جمعية التاريخ الجديد عدة مؤلفات لسهراب وتشانلر وآخرين. اعترف سهراب بشرعية شوقي أفندي كولي، لكنه انتقد أسلوب قيادته وطرق تنظيم الإدارة البهائية. وعلى الرغم من أن الجمعية لم تستقطب سوى أقل من عشرة بهائيين، إلا أن عضويتها نمت لتصل إلى عدة آلاف لفترة من الزمن. كانت الجمعية نشطة حتى عام 1959 وهي الآن غير موجودة. أما "منزل القافلة" المعروف أيضًا باسم "معهد القافلة"، فقد انفصل لاحقًا عن الدين البهائي، واستمر كمؤسسة تعليمية غير ربحية غير مرتبطة بالدين.
كانت جميع الانقسامات خلال هذه الفترة قصيرة الأمد ومحدودة التأثير.

### أفراد تم طردهم من العائلة
في عام 1932 توفيت بهية خانم، عمة شوقي أفندي الكبرى. كانت محل احترام كبير، وقد أوصت الجميع باتباع شوقي أفندي من خلال عدة برقيات أرسلتها إلى أنحاء العالم توضح فيها الأسس العامة لوصية عبد البهاء، وكانت شاهدة على تصرفات بعض الأقارب الذين خالفوا أحكام تلك الوصية. كرّست بهية خانم جزءًا كبيرًا من حياتها لحماية القيادة المعترف بها في الدين البهائي، وبعد تعيين شوقي أفندي لم يكن هناك معارضة داخلية تُذكر حتى وفاتها، حيث بدأ بعض أبناء أخيها في معارضة شوقي أفندي علنًا بخصوص منزل بهاء الله في بغداد.
عارض بعض أفراد العائلة زواجه من امرأة غربية، ماري ماكسويل، وهي ابنة أحد أبرز تلاميذ عبد البهاء، في عام 1937. وادعوا أن شوقي أفندي قد أدخل "مستحدثات" لا تمت لأصول الدين الإيرانية بصلة. أدى ذلك تدريجيًا إلى عصيان إخوته وأبناء عمومته لتعليماته وزواجهم من عائلات ناقضي العهد، حيث تم طرد العديد منهم لاحقًا كناقضي عهد بدورهم. ومع ذلك، لم تؤدِ هذه الخلافات العائلية إلى محاولة لإحداث انقسام أو لتعيين زعامة بديلة. وعند وفاته في عام 1957، كان شوقي أفندي هو الذكر الوحيد المتبقي من عائلة بهاء الله الذي لم يُطرَد. حتى والديه كانا قد عارضا قيادته علنًا.

## تأسيس بيت العدل العالمي
توفي شوقي أفندي في عام 1957 دون أن يُعيِّن خليفة له بشكل صريح. لم يكن له أبناء، وأُقصي جميع الذكور المتبقين من نسل بهاء الله خلال فترة حياته باعتبارهم من ناقضي العهد، كما لم يترك وصية. وقد صوّت أيادي أمر الله الذين عينهم شوقي أفندي بالإجماع على أنه من المستحيل شرعًا الاعتراف بخليفة له. ووجد المجتمع البهائي نفسه في وضع لم يتم التطرق إليه بشكل صريح في وصية عبد البهاء وميثاقه. علاوة على ذلك، لم يكن بيت العدل العالمي قد تم انتخابه بعد، وهو المؤسسة البهائية الوحيدة المخولة بالنظر في المسائل غير المنصوص عليها من قِبل الشخصيات المركزية الثلاث في الدين البهائي. ولتوضيح المرحلة الانتقالية التي أعقبت وفاة شوقي أفندي في عام 1957، من المفيد شرح أدوار كل من الكولي، وأيادي أمر الله، وبيت العدل العالمي.

### الولاية
باستثناء إشارات عامة في كتابات بهاء الله إلى أهمية الأغصان، لم يُذكر دور "الولي" حتى تلاوة وصية وميثاق عبد البهاء. وقد صرّح شوقي أفندي لاحقًا لزوجته وآخرين بأنه لم يكن على علم مسبق بوجود مؤسسة الولاية، ناهيك عن أنه هو نفسه قد تم تعيينه كولي.
حذّر عبد البهاء البهائيين من الوقوع في المشكلات التي تسبب بها أخوه غير الشقيق ميرزا محمد علي. ونصّ على المعايير والشروط لاختيار الولاة المستقبليين، بحيث تكون واضحة وغير قابلة للبس. وقد أوجبت وصيته أن يقوم الولي بتعيين خلف له "في حياته... حتى لا تظهر اختلافات بعد وفاته". وكان من المفترض أن يكون المعين إما الابن البكر للولي، أو أحد الأغصان (أي: الذكور من نسل بهاء الله). كما حمّلت الوصية أيادي أمر الله مسؤولية التصديق على التعيين، بحيث يُنتخب منهم تسعة يتولّون هذه المهمة. وقد منحت الوصية أيضًا سلطة كبيرة للمساعدين المعينين من قِبل الولي، المعروفين بـأيادي أمر الله، حيث أُعطوا الحق في "طرد من يرونه معارضًا للولي من جماعة أحباء الله".

### العلاقة بين الولاية وبيت العدل العالمي
تتكامل أدوار الولاية وبيت العدل العالمي مع بعضها البعض؛ حيث توفر الأولى التفسير السلطوي للنصوص، بينما تمنح الثانية المرونة والسلطة للفصل في "المسائل الغامضة والأمور التي لم يُنصّ عليها صراحةً في الكتاب". وقد أوضح عبد البهاء في وصيته سلطة هاتين المؤسستين، مشيرًا إلى أن التمرّد أو العصيان تجاه أي منهما يُعد تمردًا وعصيانًا لله. وقد تناول شوقي أفندي هذا الموضوع بمزيد من التفصيل في كتابه النظام العالمي لحضرة بهاء الله، مبينًا أن المؤسستين مترابطتان وتعتمدان على بعضهما البعض.

### دور أيادي أمر الله
المقالة الرئيسة: أيادي الأمر
بعد وفاة شوقي أفندي بفترة وجيزة، اجتمع أيادي أمر الله السبعة والعشرون الذين كانوا على قيد الحياة آنذاك للتشاور حول ما إذا كان بإمكانهم شرعًا الموافقة على أي خليفة.  وكان هناك عضوان فقط من الحاضرين يستطيعان الترجمة بين الإنجليزية والفارسية. وفي أعقاب هذه الأحداث، أفادت مجلة تايم بوجود نقاشات حول مرشحين محتملين اثنين لمنصب الوصي.  في 25 نوفمبر 1957، وقع أيادي أمر الله على بيان جماعي بالإجماع ينص على أن شوقي أفندي توفي "دون أن يعيّن خليفة له"، وأنه "قد أصبح من مسؤوليتنا الآن... الحفاظ على وحدة وأمن وتطور المجتمع البهائي العالمي وكل مؤسساته"، وأنهم سينتخبون من بينهم تسعة أيادٍ "يمارسون... جميع المهام، والحقوق، والصلاحيات، التي كان يمارسها وصي أمر الله... وذلك بما يخدم مصلحة الدين البهائي العالمي، إلى أن تقرر البيت الأعلى للعدل خلاف ذلك." وقد أصبح هذا الجسم المؤلف من تسعة أيادي يُعرف باسم "أيادي أمر الله في الأرض المقدسة"، وأحيانًا يُشار إليهم بـالقيّمين.
في اليوم نفسه، أصدر أيادي أمر الله قرارًا بالإجماع يوضح الصلاحيات التنفيذية في مختلف المجالات.من بين تلك الصلاحيات ما يلي:
- "أن الهيئة الكاملة لأيادي أمر الله... هي التي تقرر متى وكيف ينتقل المجلس البهائي الدولي من مراحله المتعاقبة التي حددها شوقي أفندي، والتي تنتهي بانتخاب البيت الأعلى للعدل".
- "أن سلطة طرد المخالفين من الدين تكون بيد التسعة القيمين، وذلك استنادًا إلى تقارير وتوصيات مقدّمة من أيادي أمر الله في قاراتهم المعنية."

وفي مشاوراتهم بعد وفاة شوقي أفندي، قرروا أنهم ليسوا في موقع يسمح لهم بتعيين خليفة، بل فقط بالمصادقة على من يعيّنه الوصي، ولذلك نصحوا المجتمع البهائي بترك هذا الأمر ليبت فيه البيت الأعلى للعدل بعد تأسيسه.
عند تقريرهم لموعد وكيفية تطور المجلس البهائي الدولي إلى البيت الأعلى للعدل، وافقوا على تنفيذ خطة شوقي أفندي، والتي تشمل انتقال المجلس من هيئة معينة إلى محكمة بهائية معترف بها رسميًا، ثم إلى هيئة منتخبة، وأخيرًا إلى البيت الأعلى للعدل.  في نوفمبر 1959، أشاروا إلى أن الهدف المتمثل بالاعتراف بالمجلس كمحكمة دينية غير يهودية في إسرائيل "قد لا يتحقق بسبب التوجه القوي نحو علمنة المحاكم الدينية في هذه المنطقة من العالم". لم يتحقق الاعتراف كمحكمة دينية، وأُعيد تشكيل المجلس البهائي الدولي في عام 1961 كهيئة منتخبة تمهيدًا لتشكيل البيت الأعلى للعدل. كما قرر أيادي أمر الله أن يكونوا غير مؤهلين للترشح لعضوية كل من المجلس والبيت الأعلى للعدل.
عند انتخاب البيت الأعلى للعدل في نهاية الحملة العشرية العالمية في عام 1963، أغلق التسعة القيمون مكاتبهم باعتبارهم القيادة المؤقتة للدين.

### تشارلز ميسن ريمي
كان تشارلز ميسن ريمي من بين أيادي أمر الله الذين وقعوا على البيانات الجماعية في عام 1957، والتي أقرّت بأن شوقي أفندي تُوفي دون أن يُعيّن خليفة له.37 كما كان أحد التسعة الذين تم انتخابهم كـقيمين لخدمة الدين في الأرض المقدسة بصفة مؤقتة.
في 8 أبريل 1960، أعلن ريمي كتابةً أنه هو الوصي الثاني لأمر الله البهائي، وشرح في هذا الإعلان "مكانته مدى الحياة كالقائد الأعلى للشؤون البهائية في العالم"، وطلب أن يُقرأ هذا الإعلان أمام المؤتمر السنوي في ويلميت، الولايات المتحدة.
استند في دعواه إلى أنه تم تعيينه رئيسًا لأول المجلس البهائي الدولي من قبل شوقي أفندي في عام 1951. وكان هذا المجلس أول هيئة بهائية دولية مُعينة. وقد اعتقد ريمي أن تعيينه رئيسًا لهذا المجلس يعني أنه هو وصي أمر الله. وقد كتبت أيادي أمر الله تعليقًا على منطقه هذا: "إذا كان رئيس المجلس البهائي الدولي هو بحكم المنصب وصي أمر الله، فإن الوصي المحبوب نفسه، شوقي أفندي، كان عليه أن يكون رئيسًا لهذا المجلس." تم تعيين ريمي رئيسًا للمجلس في مارس 1951، ثم في ديسمبر 1951 تم تعيينه كـيد من أيادي أمر الله. وفي مارس 1952، أُعلن عن تعيين أعضاء إضافيين في المجلس، بما فيهم روحیة خانم التي تم تعيينها كحلقة وصل بين المجلس والوصي.
وفيما يخص سلطة أيادي أمر الله، كتب ريمي في رسالته أن الأيادي "ليس لديهم أي سلطة ذاتية... إلا تحت إشراف وصي أمر الله الحي". كما أمر البهائيين بالتخلي عن خطط إنشاء البيت الأعلى للعدل.
لم يتطرق ريمي أبدًا إلى شرط أن يكون الوصي من الذرية الذكورية لبهاء الله، وهو ما لم يكن ينطبق عليه. وقد أشار أتباعه لاحقًا إلى رسائل وتصريحات لعبد البهاء وصف فيها ريمي بأنه "ابني"، كدليل على أنه قد تم تبنيه ضمنًا، لكن هذه المزاعم تم رفضها من قبل عموم البهائيين.
وبعد محاولات عديدة لإقناع ريمي بالتراجع عن ادعائه، اتخذ القيمون إجراءً رسميًا، وأرسلوا برقية إلى المحافل الروحية الوطنية في 26 يوليو 1960. وبعد يومين، أرسلوا رسالة إلى ريمي يُبلغونه فيها بقرارهم الجماعي بإعلانه ناقض للعهد. واستندوا في قرارهم إلى الوصية والميثاق لعبد البهاء، والقرارات الجماعية في 25 نوفمبر 1957، وسلطتهم في تنفيذ أعمال الوصي. وقد تم طرد أي شخص قبل دعوى ريمي بالوصاية كذلك.
وفي رسالة بتاريخ 9 أغسطس 1960 إلى باقي أيادي أمر الله، أشار القيمون إلى أنهم لا يعتبرون ريمي مختلًا عقليًا أو مصابًا بالخرف، بل كان ينفّذ "حملة مدروسة بعناية" لنشر دعواه.

### قرار بيت العدل الأعظم
المقالة الرئيسة: بيت العدل الأعظم

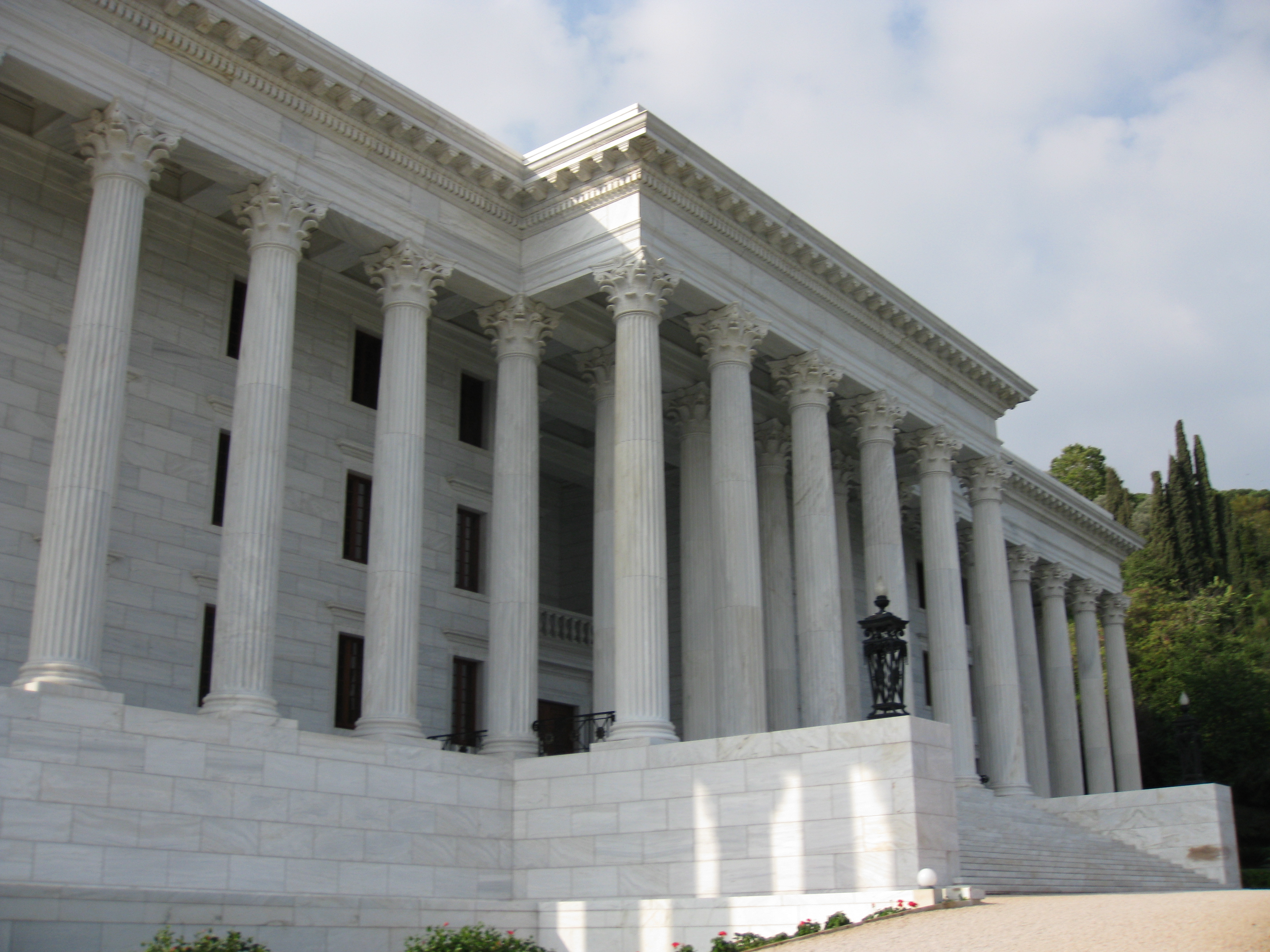
مقر بيت العدل الأعظم، الذي تم بناؤه عام 1982.

قدمت المؤسسات البهائية والمؤمنون البهائيون حول العالم ولاءهم لـأيادي أمر الله، الذين كرسوا السنوات التالية لاستكمال الحملة العشرية التي أطلقها شوقي أفندي، والتي تُوجت بانتخاب بيت العدل الأعظم في عام 1963. وفي ذلك الوقت، نقل القيمون سلطتهم رسميًا كرأس للدين إلى بيت العدل الأعظم. أعلن بيت العدل الأعظم بعد انتخابه أنه لا يستطيع تعيين وصي جديد أو إصدار تشريع يُمكّنه من تعيين وصي يخلف شوقي أفندي.
وبعد فترة قصيرة، أوضح بيت العدل الأعظم الوضع الذي يتوفى فيه الوصي دون أن يتمكن من تعيين خلف له، وذكر أن هذه مسألة غامضة لم يتم التطرق لها في الكتابات البهائية، وأنه لم يكن بمقدور أي مؤسسة أو فرد في ذلك الوقت أن يعرف الجواب، ولهذا السبب وجب الرجوع إلى بيت العدل الأعظم. وأشار إلى أن انتخاب بيت العدل الأعظم قد تم تأكيده في رسائل شوقي أفندي، التي أوضحت أن العالم البهائي بعد عام 1963 سيكون بقيادة خطط عالمية تحت إشراف بيت العدل الأعظم.

### انقطاع في سلسلة الأوصياء
أكد ميسن ريمي وخلفاؤه أن الوصي الحي ضروري للمجتمع البهائي، وأن الكتابات البهائية تتطلب ذلك. وقد تم رفض أساس هذه الادعاءات بالإجماع تقريبًا من قبل جماعة البهائيين، الذين رأوا أن استعادة القيادة المعتمدة كتابيًا لبيت العدل الأعظم أكثر جاذبية من ادعاءات ريمي.
علق مجلس النواب بأن سلطته لا تعتمد على وجود وصي، وأن عمله التشريعي لا يتأثر بغياب وصي. وأن وظيفته التشريعية لم تتأثر. وذكر أنه سيتمكن في تشريعاته من الرجوع إلى الكم الهائل من التفسيرات التي تركها شوقي أفندي. وقد تناول بيت العدل الأعظم هذه المسألة بمزيد من التفصيل بعد انتخابه، موضحًا أنه "لا يوجد أي وعد أو ضمان بأن سلالة أولياء الله ستستمر إلى الأبد؛ بل على العكس، هناك مؤشرات واضحة على إمكانية كسر هذه السلالة".

## ميسون ريمي كوصي ثانٍ

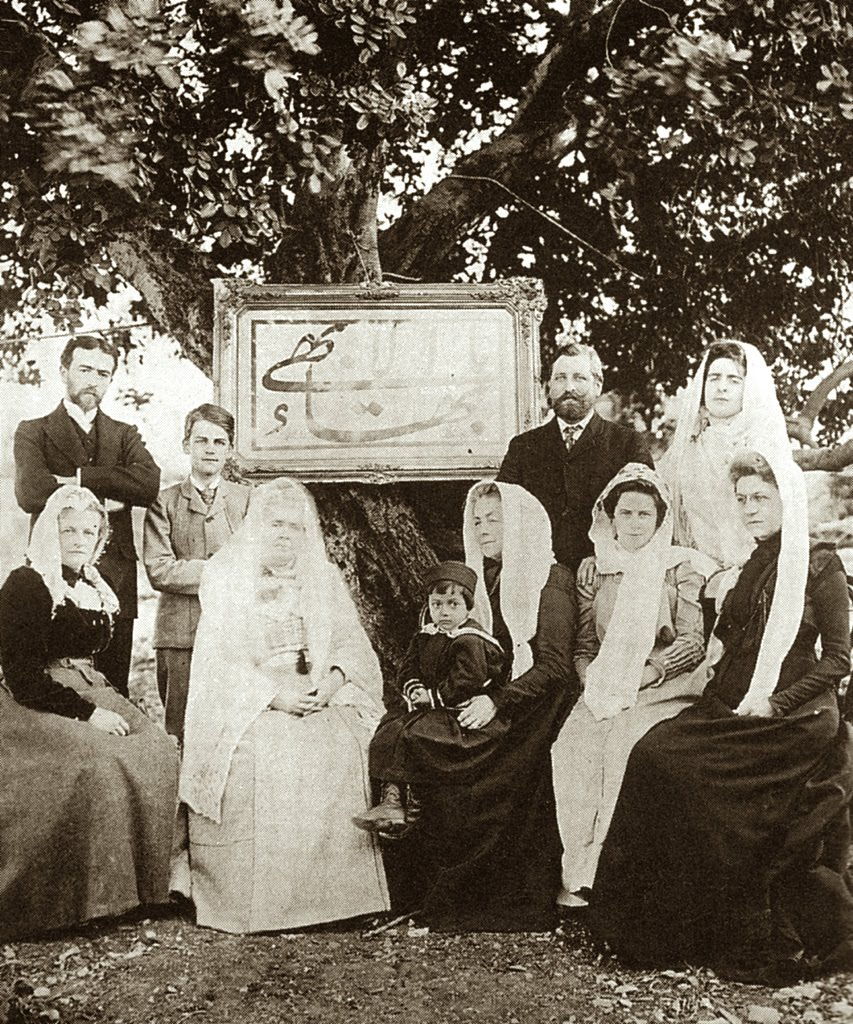
الحجّاج الغربيون الأوائل إلى الأماكن البهائية المقدسة. تشارلز ميسون ريمي واقف على اليسار.

جميع البهائيين الذين أعلنوا إيمانهم بميسون ريمي كوصيٍّ ثانٍ لم يعترفوا ضمنيًا بـالبيت الأعظم للعدل الذي تأسس عام 1963، ولذلك يتم نبذهم من قِبل أتباع الدين البهائي الرئيسي. وبالمثل، أعلن ريمي في وقتٍ ما أن أيادي أمر الله كانوا ناقضي عهد وميثاق، وأنهم لا يملكون أي سلطة بدون وجود وصي، وأن من يتبعهم "لا ينبغي اعتباره بهائيًا"، وأن البيت الأعظم للعدل الذي ساهموا في انتخابه عام 1963 غير شرعي.
جذب ريمي حوالي 100 تابع في الولايات المتحدة، وعددًا قليلاً في باكستان وأوروبا. وواصل ريمي ادعاءه للوصاية، وأسس ما أصبح يعرف باسم "البهائيون الأرثوذكسيون تحت الوصاية الوراثية"، والذي انقسم لاحقًا إلى عدة فروع بسبب الخلافات حول الخلافة داخل المجموعات التي تبعته. وعلى الرغم من أن حركته أثارت القلق في البداية، إلا أن البهائيين الرئيسيين لم يولوا اهتمامًا كبيرًا لها بعد مرور بضع سنوات. واعتبارًا من عام 2006، كان أتباعه يمثلون مجموعتين أو ثلاث مجموعات فقط، لا يوجد بينهم تواصل يُذكر، ويبلغ عددهم في المجمل بضع مئات فقط.
في البداية، كان لريمِي أتباع في باكستان، والهند، والولايات المتحدة، وبعض أجزاء أوروبا. واستقر في مدينة فلورنسا بإيطاليا حتى نهاية حياته. ومن هناك عيّن ثلاث محافل روحانية محلية في سانتا فيه، نيومكسيكو، روالبندي، باكستان، ولكناؤ، الهند، ثم نظّم انتخاب محفلين وطنيين - أحدهما في الولايات المتحدة والآخر في باكستان.
في عام 1964، رفع المحفل المحلي في سانتا فيه دعوى قضائية ضد المحفل الروحاني الوطني للبهائيين في الولايات المتحدة، للمطالبة بحق الملكية القانونية لـمشرق الأذكار في إلينوي، وجميع الممتلكات الأخرى التي يملكها المحفل الوطني. وردّ المحفل الوطني بدعوى مضادة وربح القضية. وخسر محفل سانتا فيه الحق في استخدام اسم "بهائي" في المواد المطبوعة. وبعد ذلك غيّر ريمي اسم طائفته من "البهائيون تحت الوصاية الوراثية" إلى "إيمان أبهى العالمي"، وأشار إليها أيضًا باسم "الإيمان الأرثوذكسي لبهاء الله". وفي عام 1966، طلب ريمي من محفل سانتا فيه أن يحل نفسه، وكذلك المجلس البهائي الدولي الثاني الذي عيّنه، وكان يرأسه جويل مارانجيلا المقيم في فرنسا.
في الفترة ما بين 1966-1967، تخلّى عن ريمي معظم أتباعه. ولم يُنظَّم أتباع ميسون ريمي إلا لاحقًا، عندما بدأ بعضهم بتشكيل مجموعات خاصة بناءً على تفسيرات مختلفة لمسألة الخلافة، حتى قبل وفاته عام 1974. وقد صرّح أغلبهم أن ريمي كان يُظهر علامات الخرف. أما الطوائف البهائية الصغيرة التي لا تزال تتبع ريمي كوصي، فهي محصورة اليوم إلى حدٍ كبير في الولايات المتحدة، ولا تملك حياة دينية جماعية.

### العقيدة البهائية الأرثوذكسية
في عام 1961، تلقّى جويل مارانجيلا رسالة من ميسون ريمي، مرفقة بملاحظة تقول: "في عام 1963 أو بعده، ستعرف متى تفتح الختم." وفي عام 1964، عيّن ريمي أعضاءً لمجلس بهائي دولي ثانٍ، برئاسة مارانجيلا، وكان ذلك مهمًا لأن ادّعاء ريمي للوصاية استند إلى التعيين ذاته. وفي عام 1965، فعّل ريمي المجلس، ثم كتب في عام 1966 رسائل سلّم فيها "شؤون الدين" إلى المجلس، ثم قام لاحقًا بحلّه. وفي عام 1969، أعلن مارانجيلا أن رسالة عام 1961 كانت بمثابة تعيين له كوصي ثالث، وأنه كان الوصي منذ عام 1964، ما أبطَل كل ما أعلنه ريمي بعد ذلك التاريخ.
نال مارانجيلا دعم أغلبية أتباع ريمي، الذين أصبحوا يُعرفون بالبهائيين الأرثوذكس. لا تتوفر بيانات دقيقة عن عدد الأعضاء. وقدّر مصدر واحد عددهم بأقل من 100 عضو في عام 1988، بينما ذكرت الجماعة في قضية قضائية عام 2007 أن عدد أعضائها في الولايات المتحدة يبلغ حوالي 40 عضوًا فقط. توفي جويل مارانجيلا في سان دييغو، كاليفورنيا في 1 سبتمبر 2013. ويشير موقع إلكتروني غير موثوق يزعم تمثيل البهائيين الأرثوذكس إلى وجود أتباع في الولايات المتحدة والهند، وأن هناك وصيًا رابعًا يُدعى نصرت الله بهرَماند.

### هارفي، سوغومونيان، ويزداني
عُيِّن دونالد هارفي من قِبل ريمي كـ"وصي ثالث" في عام 1967. لا تستخدم هذه المجموعة اسمًا رسميًا، لكن مصطلحي "الإيمان والوحي الكوني لبهاء الله" و"البهائيون الموالون للوصي الرابع" قد استخدمهم أتباعها. لم يحظَ دونالد هارفي بعدد كبير من الأتباع.
فرانسيس سباتارو من مدينة نيويورك، الذي دعم دعوى هارفي كوريث لريمي، أسّس بشكل مستقل "جمعية ريمي" بعد أن فقد حظوته لدى هارفي. كان لسباتارو نشرة بريدية يُرسلها إلى نحو 400 مشترك، ونشر في عام 1987 سيرة ذاتية عن تشارلز ميسون ريمي. وفي عام 1995، أصبح فرانسيس سباتارو كاهنًا في الكنيسة الكاثوليكية القديمة وترك الدين البهائي تمامًا.
بعد وفاة هارفي في عام 1991، انتقلت قيادة هذه المجموعة إلى جاك سوغومونيان، المقيم في مدينة مرسيليا، فرنسا. توفي سوغومونيان عام 2013، وعيّن إي. إس. يزداني كوريث له.

### ليلاند جنسن
قَبِل ليلاند جنسن ادعاء ميسون ريمي بالوصاية، لكنه غادر المجموعة لاحقًا. في عام 1969، أُدين بتهمة "فعل فاحش ومخل بالحياء" لتحرشه الجنسي بمريضة تبلغ من العمر 15 عامًا، وقضى أربع سنوات من حكم بالسجن مدته عشرون عامًا في سجن ولاية مونتانا. وخلال وجوده في السجن، قام جنسن بتحويل عدد من السجناء إلى أفكاره التي اعتبر نفسه فيها "المؤسس" للعقيدة البهائية. بعد الإفراج المشروط عنه عام 1973 وقبل وفاة ريمي، أسس جنسن طائفة أبوكاليبسية تُدعى البهائيون تحت أحكام العهد (BUPC). بلغ عدد أتباع مجموعته ذروته بين 150 و200 عضوًا قبيل نبوءته عن وقوع كارثة نووية في 29 أبريل 1980، لكن فشل تحقق النبوءة تسبب في تخلي معظم أتباعه عنه.
اختار جنسن الابن بالتبني لِريمي، بيبي، ليكون وريث الوصاية، لكن بيبي رفض الدور، وتوفي جنسن عام 1996 مع غياب واضح للقيادة بين القلة الباقية من أتباعه، الذين انقسموا عام 2001 بعد أن ادعى أحدهم أنه الوصي. وكان معظم أتباعه متمركزين في مونتانا.

### ريجينالد ("ريكس") كينغ
انتُخب ريكس كينغ كعضو في المجلس الوطني البهائي الذي أسّسه ريمي في الولايات المتحدة، وحصل على أعلى عدد من الأصوات، لكنه دخل في صراع مع ريمي بعد ذلك بفترة قصيرة. في عام 1969، سافر إلى إيطاليا على أمل أن يسلمه ريمي شؤون الدين، لكن ريمي وصفه بأنه يمتلك "مقام الشيطان". بعدها، شجّع كينغ مارانجيلا على فتح الرسالة المختومة من ريمي وساند ادعاءه، لكنه سرعان ما اختلف معه حول تفسير الكتابات البهائية.
رفض كينغ جميع دعاوى الوصاية بعد شوقي أفندي، بما في ذلك ادعاء ريمي. وادعى أنَّه، ريكس كينغ، كان "وصيًا مؤقتًا" بانتظار ظهور الوصي الثاني الذي "في الغيبة". لم يتبعه سوى عدد ضئيل للغاية. أطلق على جماعته اسم "العقيدة البهائية الأرثوذكسية تحت الوصاية المؤقتة". توفي كينغ في عام 1977، وعيّن أربعة من أفراد عائلته كمجلس للوصاية، والذين غيّروا لاحقًا اسم مجموعتهم إلى "جماعة التربية البهائية" (Tarbiyat Baha'i Community). لا توجد تقديرات مستقلة لحجم هذه الجماعة، لكنها تحتفظ بموقع إلكتروني وتبدو كمجموعة صغيرة تتكون في معظمها من عائلة ريكس كينغ، وقد واصلت بعض النشاط حتى أوائل العقد الأول من القرن الحادي والعشرين.

### الحجم والتركيبة السكانية
الاقتباسات التالية من مصادر مختلفة تصف الحجم النسبي والتركيبة السكانية لأتباع ميسون ريمي:

## انقسامات أخرى في البهائية

### البهائيون الأحرار
تم استخدام مصطلح البهائيين الأحرار من قبل عدد قليل من البهائيين الذين رفضوا سلطة شوقي أفندي.
استُخدم المصطلح لأول مرة من قبل هيرمان زيمر، الذي أعاد إحياء ادعاءات روث وايت السابقة بأن الوصية والميثاق لعبد البهاء كانت مزورة. وقد رُفض ادعاء وايت على نطاق واسع من قبل البهائيين في ذلك الوقت، بمن فيهم أولئك الذين كانوا مثلها من المعارضين لشوقي أفندي. وتمكنت وايت من كسب دعم بهائي واحد فقط في ألمانيا، وهو فيلهلم هيريجل، الذي تبنّى قضيتها؛ وقد تبعه عدد قليل من البهائيين الغربيين، وتبرأ منه معظمهم بعد وفاته في عام 1932.
ألّف زيمر كتيّبًا نقديًا يهاجم فيه الإدارة البهائية عام 1971 بعنوان وصية مزورة تقلل من قيمة الدين البهائي إلى شوجية سياسية، وقد وُزّع هذا الكتيّب على نطاق واسع من قبل منظمات الإنجيليين البروتستانت في ألمانيا، ثم تُرجم إلى الإنجليزية ووزّع عالميًا.
خطّط زيمر مع تشارلز سيبيرغر، وهو شخص ذو توجهات مماثلة من فيلادلفيا، لتأسيس مجموعة "البهائيين الأحرار" أو "الاتحاد العالمي للدين الشامل والسلام الشامل"، لكن هذه الفكرة لم تستمر.

### فريدريك غلايشر
غادر فريدريك غلايشر من ميشيغان المجتمع البهائي الرئيسي عام 1996، وبدأ بكتابة انتقادات للإدارة البهائية. وفي عام 2004، أطلق عدة مواقع إلكترونية مكرّسة لعرض تعاليم البهائية وانتقاد الإدارة من عهد شوقي أفندي فصاعدًا. وادّعى أنه استلهم من روث وايت، وميرزا أحمد صُبح، وغيرهما. سعى غلايشر لإحداث إصلاح مشابه لذلك الذي قام به مارتن لوثر عندما أطلق "الأطروحات الخمس والتسعون" التي أشعلت الإصلاح البروتستانتي، فطرح "الأطروحات الخمس والتسعون للبهائية الإصلاحية". كان له تابع في الهند لفترة وجيزة في العقد الأول من الألفية، كما كان له بعض الأتباع في نيوزيلندا في أواخر العقد الأول وأوائل العقد الثاني من الألفية. ألقى غلايشر خطابًا أمام مجموعة الحوار بين الأديان في تروي، ميشيغان عام 2012، ويبدو أن حركته انتهت بعد ذلك بفترة قصيرة.

### "الرجل"
اتّبع "بيت البشرية وقصر النظام العالمي" كل من جمشيد معاني وجون كارّيه، لكن الحركة تبدو الآن منتهية. في أوائل سبعينيات القرن العشرين، ادّعى رجل إيراني يُدعى جمشيد معاني أنه "الرجل"، أي مظهر الله جديد. وجمع حوله بضعة عشرات من البهائيين الإيرانيين كأتباع. سمع جون كارّيه عن معاني، وألف كتابًا يحاول فيه إقناع البهائيين بقبول مظهر ثالث جديد. دعا كارّيه معاني للعيش في منزله في كاليفورنيا، لكنه خلص بعد أربعة أشهر من المعيشة معه إلى أن معاني لم يكن شخصًا روحانيًا أو إلهيًا، وبالتأكيد لم يكن مظهرًا إلهيًا. عاد معاني إلى إيران، وقطع كارّيه كل صلاته به.